# Bedřich Jaroš
Bedřich Jaroš (2. února 1896 Radonice nad Ohří – 7. prosince 1977 Praha) byl český violoncellista a hudební pedagog.

## Životopis
Narodil se v Radonicích nedaleko Peruce. Od šesti let se učil hře na housle v Lounech u Eduarda Treglera, poté od roku 1910 studoval na Pražské konzervatoři u Štěpána Suchého. Na konzervatoři studoval, s přerušením pro účast v první světové válce v letech 1915 až 1918, až do roku 1922. Jeho pedagogem zde byl mj. violoncellista Jan Burian. Studoval také ve třídě komorního souboru u Rudolfa Reissiga a Hanuše Vihana. Ve stejné době, v letech 1919 až 1921, působil jako koncertní mistr České filharmonie.

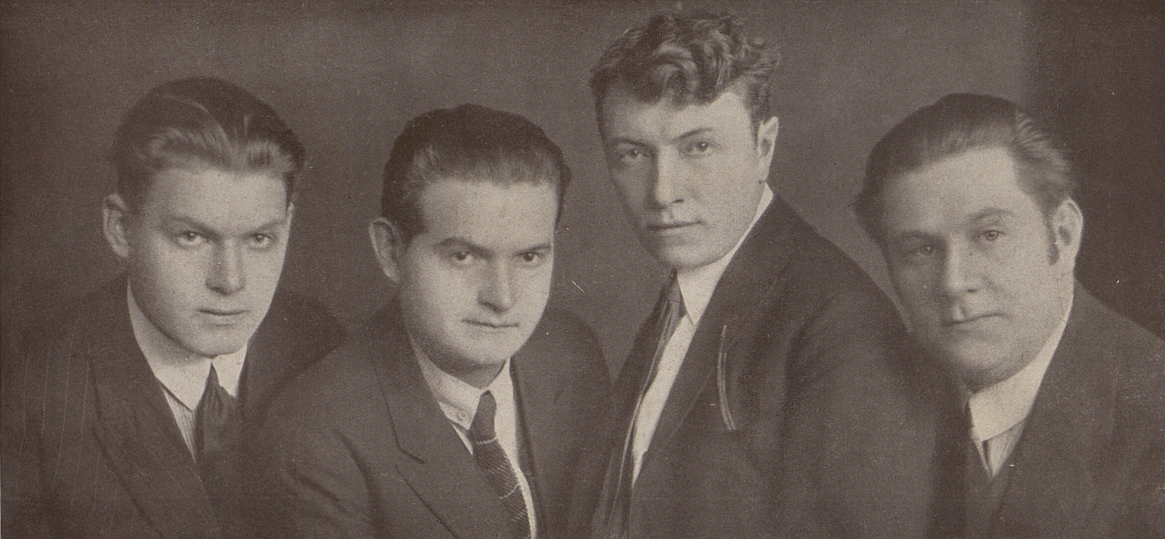
Ondříčkovo kvarteto kolem roku 1926 (zleva: Jaroslav Pekelský, Kamil Vyskočil, Vincenc Zahradník, Bedřich Jaroš)

Od roku 1921 se stal stálým violoncellistou Ondříčkova smyčcového kvarteta. Se souborem koncertovali mj. ve Francii, Německu, Itálii, Rakousku, Polsku, Nizozemsku, Švédsku či Velké Británii, natočili také řadu audionahrávek. Ve 30. letech 20. století Jaroš současně vystupoval jako součást tria s houslistou Františkem Danielem a klavíristou Romanem Veselým. Jako sólista byl premiérovým interpretem violoncellového koncertu Jaroslava Řídkého. Krátce také hostoval v Národním divadle v Praze.
Od roku 1927 vyučoval na Pražské konzervatoři, od roku 1950 jakožto profesor. Mezi jeho studenty patřil mj. Evžen Rattay.
Zemřel 7. prosince 1977 v Praze.
V jeho rodných Radonicích byla na jeho rodném domě odhalena pamětní deska.